# Redemptor Hominis
Redemptor Hominis és el nom de la primera encíclica escrita per Joan Pau II el 1979, pocs mesos després d'accedir al pontificat. Té com a tema principal l'anàlisi de l'església catòlica abans de l'arribada del tercer mil·lenni i la reivindicació de la figura de Jesús com a redemptor de la humanitat, motiu que dona títol al text. Està estructurada en quatre parts i vint-i-dos apartats diferents.

## Resum
El papa comença l'encíclica reconeixent-se hereu del seu predecessor, Joan Pau I - de qui va prendre el nom per compartir referents- i de la tasca feta al Concili del Vaticà II, que intentava modernitzar el missatge de l'església i harmonitzar les diferents opinions al si de l'església.
Posteriorment indica que la missió fonamental dels catòlics és emmirallar-se en Jesús, el qual fa de vincle amb l'amor i la saviesa que van propiciar la creació del món, a més d'apropar la divinitat a l'home, que es reconeix com a ésser únic, dotat d'una dignitat especial. Acostant-se a Jesucrist, l'ésser humà s'allibera del pecat que comet constantment malgrat no voler-ho.
En temps contemporanis, aquesta missió es veu amenaçada per diversos factors, com l'alienació causada per determinats avenços històrics, en especials els lligats als productes de la seva feina. La moral no ha progressat al mateix ritme que la tecnologia i el cristià es veu en l'obligació d'harmonitzar-los per salvaguardar la dignitat humana universal. La desigualtat en la distribució de la riquesa és una altra amenaça relacionada amb l'anterior, que es pot esvair amb l'exercici de la solidaritat. Si no es practica, el judici final castigarà la persona que ha negligit els seus deures cap als altres, enunciats als evangelis. Els drets humans han de ser respectats arreu, en temps de guerra i pau.
L'Estat que s'erigeix com a fi últim contravé aquests drets i desemboca sovint en el totalitarisme o l'enfrontament armat. La seva funció ha de ser garantir la justícia social i la llibertat religiosa. La religió, encarnada en l'església, és una via que protegeix contra el materialisme contemporani a través del servei al proïsme. Per això cal fomentar la catequesi, en especial la que es dona entre pares i fills, per tal d'ampliar el missatge cristià, que arriba al creient amb els sagraments. Entre ells destaquen l'eucaristia - agermanament amb Crist - i la penitència que suposa fer examen individual de consciència per no haver seguit les obligacions que s'esmenten en l'encíclica.
El text acaba amb una invocació a Maria perquè doni forces als cristians per tal que puguin assolir els objectius encarregats a l'església.

## Anàlisi
La concepció de l'ésser humà present a l'encíclica s'alinea amb el personalisme filosòfic, una escola que apareixerà com a influència d'altres escrits de Joan Pau II. Part de la unicitat de l'home passa per la seva fe religiosa, per això ataca els governs que la limiten, com el comunisme aleshores vigent a la seva Polònia natal, que promovia l'ateisme entre la població.
Hi apareixen altres temes recurrents en el seu pensament, com la preocupació per les desigualtats socials o la universalitat del missatge cristià, que portarien el pontífex a dur a terme nombrosos viatges arreu del món. Igualment repetits en els seus discursos seran les qüestions relacionades amb l'Eucaristia.
Al text se citen algunes de les polèmiques vigents al final dels anys setanta, com la naixent preocupació pel medi ambient, la confessió grupal o els ecos de la segona guerra mundial. Amb aquestes referències, el Papa vol ocupar-se dels afers contemporanis, com proclamarà repetidament. Veu amb optimisme la tasca de l'ONU i encunya una estructura textual que estarà present en les seves encícliques posteriors.